# Gianfrancesco Modigliani
Pour les articles homonymes, voir Modigliani (homonymie).
Gianfrancesco Modigliani, connu aussi en tant que Gian Francesco, Giovan Francesco Modigliani, Modigliana ou encore  Francesco da Forlì (actif de 1590 à 1609), est un peintre italien de l’école de Forlì.

## Biographie
Gianfrancesco Modigliani était le fils[réf. nécessaire] du peintre Livio Modigliani.

## Œuvres
- Forlì, pinacothèque civique :
  - Nativité de la Vierge
  - Présentation de la Vierge au Temple
  - Mort de la Vierge
  - Histoires de l'Eucharistie, (quatre tableaux)
  - Vierge à l'Enfant et les saints Mercurial et Valerian
  - Mariage de sainte Catherine et une sœur novice
- Cesena, église San Domenico :
  - Madone du Carmine, et les saints Jérôme, François d'Assise, Jean-Baptiste et une sainte martyre
- Cesenatico, église des Cappuccini, ou église des saints Nicola di Mira et François d’Assise :
  - Saint Michel